# Die Dame mit dem Fächer
Die Dame mit dem Fächer ist ein Gemälde Diego Velázquez’ und entstand vermutlich zwischen 1635 und 1638. Das 92,8 × 68,5 cm große Ölbild befindet sich in der Wallace Collection, London.

## Das Gemälde
Bei der anonymen Porträtierten könnte es sich um Diego Velázquez’ Tochter Francisca handeln. Es handelt sich aber auf jeden Fall um eine Dame von hohem Status. Ungewöhnlich für seine Porträts ist, dass es sich nicht um eine Angehörige des Hofes handelt.

## Datierung
1639 wurden tiefe Ausschnitte verboten, weswegen das Bild früher entstanden sein muss. Aus stilistischen Gründen wird das Bild zwischen 1635 und 1638 datiert.

## Weitere Gemälde
- Die Übergabe von Breda
- Las Meninas
- Die Spinnerinnen
- Venus vor dem Spiegel